# Municipio de San Pedro Ocotepec
El municipio de San Pedro Ocotepec es un municipio del estado mexicano de Oaxaca. Según el censo de 2020, tiene una población de 2404 habitantes.
Está localizado en el centro-este del estado, en la región Sierra Norte. Su cabecera es la población de San Pedro Ocotepec.

## Geografía
El municipio de San Pedro Ocotepec está ubicado en el este del territorio del estado de Oaxaca. Forma parte de la región Sierra Norte y del distrito de Mixe. Tiene una extensión territorial de 42,21 kilómetros cuadrados que representan el 0.04 % de la extensión total del estado. Sus coordenadas geográficas extremas son 16°55′ - 17°2′ de latitud norte y 95°47′ - 95°53′ de longitud oeste; su altitud va de un mínimo de 500 a un máximo de 2100 metros sobre el nivel del mar.
Sus límites corresponden al noroeste con el municipio de Santa María Alotepec, al noreste, este y sureste con el municipio de San Miguel Quetzaltepec y al oeste y suroeste con el municipio de San Juan Juquila Mixes. y finalmente con el sector pequeño limita al norte con el municipio de Asunción Cacalotepec

## Demografía

### Localidades
El municipio se encuentra formado por cinco localidades, su población de acuerdo al censo de 2010 son:
| Localidad          | Población |
| Total Municipio    | 2 135     |
| San Pedro Ocotepec | 1 224     |
| Santa Cruz Ocotal  | 752       |
| Unión y Progreso   | 60        |
| Israel             | 56        |
| El Polvo           | 43        |

## Política

### Representación legislativa
Para la elección de diputados locales al Congreso de Oaxaca y de diputados federales a la Cámara de Diputados federal, el municipio de San Pedro Ocotepec se encuentra integrado en los siguientes distritos electorales:
Local:
- Distrito electoral local de 10 de Oaxaca con cabecera en San Pedro y San Pablo Ayutla.[5]

Federal:
- Distrito electoral federal 4 de Oaxaca con cabecera en Tlacolula de Matamoros.[6]